# Ацетилацетон
Ацетилацетон ( СН3-СО-СН2-СО-СН3) — органічна сполука, класу кетонів, найпростіший β-дикетон, що широко застосовується в синтезі гетероциклічних сполук. Завдяки кето-єнольній таутомерії ацетилацетон може виступати як бідентатний ліганд (H-acac).
Хімічну формулу ацетилацетону можна записати багатьма різними і водночас правильними способами залежно від сфери використання:
- Hacac — в координаційній хімії, коли потрібно підкреслити кислотність одного з атомів гідрогену.
- MeCO-CH2-COMe — в органічній хімії, підкреслюючи що ця сполука — β-дикетон.
- CH2Ac2 — коли фокусують увагу на кислотній метиленовій групі.

## Властивості
Безбарвна рідина з оцтово-ацетонним запахом.
Ацетилацетон обмежено змішується з водою.
| Розчинність у системі Ацетиацетон-Вода[1] |           |      |      |      |      |      |       |      |      |      |      |
| Температура                               | °C        | 0    | 9,6  | 19,8 | 29,8 | 39,7 | 50,1  | 60,6 | 70,5 | 80,3 | 90,5 |
| Ацетилацетон у воді                       | % по масі | 14,1 | 14,9 | 16,1 | 17,6 | 18,9 | 21,02 | 24,4 | 27,0 | 32,2 | 40,3 |
| Вода в ацетилацетоні                      | % по масі | 1,7  | 2,1  | 2,8  | 3,5  | 4,4  | 5,8   | 7,8  | 10,0 | 13,5 | 19,9 |

### Таутомерія
Кетонна та енольна форми ацетилацетону швидко переходять одна в одну та співіснують в розчині (кето-енольна таутомерія). 
В енольній формі два атоми кисню (оксигену) рівноцінні, протон знаходиться від них на однаковій відстані. C2v симетрія для енолу була підтверджена різними методами.

В рідкому стані ацетилацетон знаходиться на 80% в енольній формі.
Константа рівноваги зсувається в сторону кетонної форми в полярних та протонодонорних розчинниках.
| Розчинник  | Газова фаза | Циклогексан | Толуен | THF | ДМСО | Вода |
| Kketo→enol | 11,7        | 42          | 10     | 7,2 | 2    | 0,23 |

## Отримання
Поомислово ацетилацетон отримують термічним перегрупуванням ізопренілацетату 
CH2C(CH3)OC(O)Me  →   MeC(O)CH2C(O)Me
Одним з перших лабораторних шляхів отримання ацетилацетону була конденсація ацетону та етилацетату під дією основ.
NaOEt + EtO2CCH3 + CH3C(O)CH3 → NaCH3C(O)CHC(O)CH3 + 2 EtOH
NaCH3C(O)CHC(O)CH3 + HCl → CH3C(O)CH2C(O)CH3 + NaCl